# McKinnon (Wyoming)
McKinnon – jednostka osadnicza w Stanach Zjednoczonych, w stanie Wyoming, w hrabstwie Sweetwater.